# Montrezl Harrell
Montrezl Dashay Harrell (Tarboro, 26 gennaio 1994) è un cestista statunitense professionista nella NBA.

## Biografia
Harrell è figlio di Samuel e Selena Harrell e ha due fratelli minori, Cadarius e Quatauis. È inoltre un appassionato collezionista e designer di scarpe sportive, ed attraverso i social media trova specialisti in grado di realizzare i suoi progetti di scarpe. Si cambia sempre le scarpe tra il primo ed il secondo tempo di ogni partita. È stato anche favorito da un cambio di regole in NBA, che dall'agosto del 2018 permette ai giocatori di indossare scarpe di qualsiasi colore.

## Carriera

### Houston Rockets (2015-2017)
Il 25 giugno 2015 stato chiamato dagli Houston Rockets con la 32ª scelta assoluta nel Draft NBA 2015. Il 19 settembre 2015, ha firmato un accordo triennale con i Rockets. Ha fatto il suo debutto per i Rockets contro i Denver Nuggets il 28 ottobre, facendo registrare otto punti e tre rimbalzi in una partita persa 105-85. Due giorni dopo, ha segnato 17 punti in una sconfitta contro i Golden State Warriors. Il 13 novembre, fece la sua prima da titolare in carriera, segnando cinque punti in poco meno di 13 minuti di azione, ma i Rockets furono sconfitti dai Denver Nuggets 107-98. Il 28 marzo 2016, Harrell ricevette una sospensione di cinque partite senza paga per aver spinto un ufficiale di gara. Durante la sua stagione da rookie, disputò diverse partite con i Rio Grande Valley Vipers, l'affiliata dei Rockets in D-League.
Il 2 novembre 2016 mise a referto 17 punti e 10 rimbalzi, subentrando dalla panchina, in una vittoria 118-99 contro i New York Knicks. Il 21 dicembre 2016 contro i Phoenix Suns, Harrell fece la sua prima partenza da titolare nella stagione, e la seconda della sua carriera. Segnò 17 punti, stabilendo il suo massimo in carriera. Il 30 dicembre, stabilì un nuovo massimo in carriera (29 punti) in una vittoria 140-116 contro i Los Angeles Clippers. L'8 gennaio 2017, ebbe 28 punti in 26 minuti, in entrata dalla panchina, segando 12 dei suoi 13 tiri, in una partita vinta dai Rockets 129-122 contro i Toronto Raptors.

### Los Angeles Clippers (2017-2020)
Il 28 giugno 2017 passò ai Los Angeles Clippers in una complessa operazione che coinvolgeva il passaggio di Chris Paul ai Rockets e Lou Williams ai Clippers. Harrell chiuse la stagione con una media di 11 punti, 4 rimbalzi e tirando col 63,5% dal campo nelle sue 76 partite disputate con la maglia dei Clippers.
Il 24 luglio dell'anno seguente rifirmò un contratto biennale coi Clippers. Stabilì il suo massimo in carriera di punti (30) il 26 ottobre in una partita vinta 133-113 sul campo dei Rockets. Nel febbraio del 2019, Harrell segnò 32 punti, suo nuovo massimo in carriera, in una vittoria casalinga contro i Dallas Mavericks.
Il 6 novembre 2019 ha messo a referto 34 punti contro i Milwaukee Bucks, stabilendo il suo nuovo massimo in carriera. Ha poi eguagliato questa prestazione il 24 novembre contro i New Orleans Pelicans e il 5 gennaio 2020 in una partita contro i Knicks.
Nel settembre 2020 fu nominato sesto uomo dell'anno. I Clippers furono sconfitti ai play-off in sette partite, sprecando un vantaggio di 3-1 sui Denver Nuggets. Harrell chiuse la post-season con una media di 10,5 punti e 2,9 rimbalzi. Harrell ha, inoltre, ricevuto l'Hustle Award.

### Los Angeles Lakers (2020-2021)
Il 22 novembre 2020 si è unito ai Los Angeles Lakers.

### Washington Wizards (2021-)
Il 6 agosto 2021 passa ai Washington Wizards nell'ambito di una trade con i Los Angeles Lakers.

## Statistiche
| † | Denota una stagione in cui ha vinto il titolo |
| * | Primo nella lega                              |

### NCAA
| Anno       | Squadra              | PG  | PT | MP   | TC%  | 3P%  | TL%  | RP  | AP  | PRP | SP  | PP   |
| ---------- | -------------------- | --- | -- | ---- | ---- | ---- | ---- | --- | --- | --- | --- | ---- |
| 2012-2013† | Louisville Cardinals | 40  | 3  | 16,2 | 57,7 | -    | 50,8 | 3,6 | 0,2 | 0,5 | 0,7 | 5,7  |
| 2013-2014  | Louisville Cardinals | 37  | 37 | 29,3 | 60,9 | 66,7 | 46,4 | 8,4 | 1,2 | 1,0 | 1,3 | 14,0 |
| 2014-2015  | Louisville Cardinals | 35  | 35 | 35,1 | 56,6 | 24,3 | 59,7 | 9,2 | 1,4 | 0,9 | 1,2 | 15,7 |
| Carriera   | Carriera             | 112 | 75 | 26,4 | 58,6 | 27,5 | 53,3 | 6,9 | 0,9 | 0,8 | 1,1 | 11,6 |

#### Massimi in carriera
- Massimo di punti: 30 vs Minnesota (14 novembre 2014)[19]
- Massimo di rimbalzi: 17 vs North Carolina-Wilmington (14 dicembre 2014)
- Massimo di assist: 4 (3 volte)
- Massimo di palle rubate: 4 vs Charleston (9 novembre 2013)
- Massimo di stoppate: 5 vs Pittsburgh (11 febbraio 2015)
- Massimo di minuti giocati: 44 vs North Carolina-Chapel Hill (31 gennaio 2015)

### NBA

#### Regular season
| Anno      | Squadra            | PG  | PT | MP   | TC%  | 3P%  | TL%  | RP  | AP  | PRP | SP  | PP   |
| --------- | ------------------ | --- | -- | ---- | ---- | ---- | ---- | --- | --- | --- | --- | ---- |
| 2015-2016 | Houston Rockets    | 39  | 1  | 9,7  | 64,4 | 0,0  | 52,2 | 1,7 | 0,4 | 0,3 | 0,3 | 3,6  |
| 2016-2017 | Houston Rockets    | 58  | 14 | 18,3 | 65,2 | 14,3 | 62,8 | 3,8 | 1,1 | 0,3 | 0,7 | 9,1  |
| 2017-2018 | L.A. Clippers      | 76  | 3  | 17,0 | 63,5 | 14,3 | 62,6 | 4,0 | 1,0 | 0,5 | 0,7 | 11,0 |
| 2018-2019 | L.A. Clippers      | 82  | 5  | 26,3 | 61,5 | 17,6 | 64,3 | 6,5 | 2,0 | 0,9 | 1,3 | 16,6 |
| 2019-2020 | L.A. Clippers      | 63  | 2  | 27,8 | 58,0 | 0,0  | 65,8 | 7,1 | 1,7 | 0,6 | 1,1 | 18,6 |
| 2020-2021 | L.A. Lakers        | 69  | 1  | 22,9 | 62,2 | 0,0  | 70,7 | 6,2 | 1,1 | 0,7 | 0,7 | 13,5 |
| 2021-2022 | Wash. Wizards      | 46  | 3  | 24,3 | 64,5 | 26,7 | 72,7 | 6,7 | 2,1 | 0,4 | 0,7 | 14,1 |
| 2021-2022 | Charlotte Hornets  | 25  | 0  | 20,9 | 64,5 | 0,0  | 69,2 | 4,9 | 2,0 | 0,4 | 0,5 | 11,4 |
| 2022-2023 | Philadelphia 76ers | 57  | 7  | 11,9 | 59,8 | 0,0  | 69,3 | 2,8 | 0,6 | 0,3 | 0,4 | 5,6  |
| Carriera  | Carriera           | 515 | 36 | 20,5 | 61,9 | 10,8 | 66,4 | 5,0 | 1,3 | 0,5 | 0,8 | 12,1 |

#### Play-off
| Anno     | Squadra            | PG | PT | MP   | TC%   | 3P%  | TL%  | RP  | AP  | PRP | SP  | PP   |
| -------- | ------------------ | -- | -- | ---- | ----- | ---- | ---- | --- | --- | --- | --- | ---- |
| 2016     | Houston Rockets    | 2  | 0  | 6,0  | 33,3  | 0,0  | 50,0 | 1,0 | 0,0 | 0,0 | 0,0 | 1,5  |
| 2017     | Houston Rockets    | 5  | 0  | 4,2  | 33,3  | -    | 50,0 | 1,2 | 0,4 | 0,0 | 0,0 | 1,0  |
| 2019     | L.A. Clippers      | 6  | 0  | 26,3 | 73,0* | 0,0  | 69,2 | 5,5 | 2,2 | 0,5 | 0,7 | 18,3 |
| 2020     | L.A. Clippers      | 13 | 0  | 18,7 | 57,3  | 20,0 | 60,3 | 2,9 | 0,4 | 0,4 | 0,5 | 10,5 |
| 2021     | L.A. Lakers        | 4  | 0  | 9,8  | 57,1  | -    | 77,8 | 3,0 | 0,0 | 0,5 | 0,0 | 5,8  |
| 2023     | Philadelphia 76ers | 2  | 0  | 3,5  | 0,0   | -    | -    | 0,5 | 0,0 | 0,0 | 0,0 | 0,0  |
| Carriera | Carriera           | 32 | 0  | 15,0 | 61,3  | 14,3 | 63,1 | 2,8 | 0,6 | 0,3 | 0,3 | 8,7  |

#### Massimi in carriera
- Massimo di punti: 34 (3 volte)[20]
- Massimo di rimbalzi: 18 vs Charlotte Hornets (22 novembre 2021)
- Massimo di assist: 7 vs Orlando Magic (13 novembre 2021)
- Massimo di palle rubate: 5 vs Atlanta Hawks (19 novembre 2018)
- Massimo di stoppate: 5 (2 volte)
- Massimo di minuti giocati: 44 vs Boston Celtics (13 febbraio 2020)

## Palmarès

### Competizioni giovanili
- Campionato NCAA: 1

Louisville Cardinals: 2013

### Individuale
- Karl Malone Award: 1

2015
- NBA Sixth Man of the Year Award: 1

2020
- NBA Hustle Award: 1

2020